# Бродская, Илона Николаевна
Илона Николаевна Бродская (род. 31 августа 1967 г., Краснополье, Углегорский район, Сахалинская область, РСФСР, СССР) — советская российская актриса театра и кино. Заслуженная артистка России (2014). Лауреат премии Губернатора Омской области.

## Биография
Родилась 31 августа 1967 г. в селе Краснополье Углегорского района Сахалинской области Отец профессиональный музыкант, мать домохозяйка. После окончания средней школы окончила Сахалинское музыкальное училище.
В 1987-1988 гг. работала артисткой в Южно-Сахалинском драматическом театре им. Чехова.
В 1992 г. успешно окончила театральный факультет, курс А. И. Запорожца Дальневосточного государственного института искусств по специальности «актер драматического театра и кино» и была приглашена на работу в самый престижный сибирский драматический театр — Омский государственный академический театр драмы.
В 2014 г. переехала с семьей из Омска на постоянное место жительства в Санкт-Петербург.
С 2014 г. — актриса Драматического театра на Васильевском.

### Театральная деятельность
Сыграла более 60 театральных ролей.
Из репертуара классического театра исполняла роли:
- Брук Аштон — Майкл Фрейн «Театр»; Полина — Ф. М. Достоевский «Игрок»;
- Анна Николаевна — Ф. М. Достоевский «Дядюшкин сон»;
- Глафира — А. Н. Островский «Волки и овцы»;
- Биче — Эдуардо де Филиппо «Человек и джентльмен»;
- Вера — А.Вампилов «Утиная охота»;
- Зузи — Павел Ландовский «Отель на час»;
- Жар-птица — Юлий Ким «А на небе радуга!..»;
- Розаура — Карло Гольдони «Венецианские близнецы»;
- Ирина — А. П. Чехов «Три сестры»;
- Девушка — Карлос Фуэнтес «Церемонии зари»;
- Валя — А.Володин «Происшествие, которого никто не заметил»;
- Госпожа Штраль — М. Ю. Лермонтов «Маскарад»;
- Маркиза Чибо — Альфред де Мюссе «Лоренцаччо»;
- Елена Андреевна — А. П. Чехов «Дядя Ваня»;
- Мисс Арабелла Аллен (племянница мистера Уордля) — Чарльз Диккенс «Пиквикский клуб»;
- Ида, Марианна — Альфред де Мюссе, Иван Бунин «Часовня»;
- Мадам Жорж — Алексей Шипенко «Натуральное хозяйство в Шамбале»;
- Лошадка Звонкогривка — Ольга Никифорова «Ну и ну»;
- Полина (молодая) — Наталья Скороход «Бъдын»;
- Нина — Петр Гладилин «Любовь как милитаризм»;
- Мадам Вайнер — Исаак Бабель «Закат»;
- Глория Гулок — Джон Патрик «Дорогая Памела»;
- Ханума — А. Цагарели «Ханума»;
- Карен Вестон (дочь Беверли и Виолетты) — Трейси Леттс «Август. Графство Осэйдж»;
- Варвара Харитоновна Лебедкина (вдова) — А. Н. Островский «Поздняя любовь»;
- Катерина Львовна Измайлова — Н. Лесков «Леди Макбет Мценского уезда»;
- Туанетта — Ж.-Б. Мольер «Мнимый больной»;
- Пупелла — Эдуардо Скарпетта «Голодранцы-аристократы»;
- Ольга Алексеевна — М. Горький «Дачники»;
- Варя — А. П. Чехов «Вишневый сад»;
- Дама; Певица — Аркадий Аверченко «Чертова дюжина»;
- Девица в чёрном; Наталья Михайловна — А. П. Чехов «Жена есть жена»;
- Серафима — М. Булгаков «Бег».

### Признание[5]
- 1998 — лауреат премии Инкомбанка «Молодежная» — за роль Полины в спектакле «Бдын», режиссёр В. Петров
- 2004 — лауреат конкурса «Лучшая театральная работа», проводимого Правительством Омской области и Омским отделением Союза театральных деятелей РФ (премия «Лучшая женская роль второго плана») — за исполнение роли Ольги Дудаковой в спектакле «Дачники», режиссёр Е. Марчелли
- 2008 — грант благотворительного фонда «Третьяковские традиции» — за заслуги в области театрального искусства
- 2012 — лауреат премии Губернатора Омской области «За заслуги в развитии культуры и искусства» — за роль Серафимы в спектакле «Бег»
- 2014 — почетное звание «Заслуженный артист Российской Федерации»[6]

## Семья
- Супруг — Давид Бродский, российский актёр театра и кино, актёр Драматический театр на Васильевском[7].
  - Дочь — Кристина Бродская, российская актриса театра и кино, актриса Санкт-Петербургского государственного молодёжного театра на Фонтанке, известна исполнением главных ролей в сериалах «Сплит», «Татьянина ночь» и др.

Сын Александр (2002 г.р.).